# Ampelocissus araneosa
Ampelocissus araneosa är en vinväxtart som först beskrevs av Dalz., och fick sitt nu gällande namn av J.S. Gamble. Ampelocissus araneosa ingår i släktet Ampelocissus och familjen vinväxter. Inga underarter finns listade i Catalogue of Life.